# Patrick Sobela

a Compétitions nationales et continentales officielles uniquement.

Dernière mise à jour le 13 août 2025.
Patrick Sobela, né le 12 août 1992 à Yaoundé (Cameroun), est un joueur français de rugby à XV. Il évolue au poste de troisième ligne aile à l'USA Perpignan.
Il remporte le Challenge européen avec Lyon en 2022.

## Biographie
Patrick Sobela est d'origine camerounaise et est un ancien footballeur.
Il commence le rugby à 16 ans à Bron, deux années passent avant qu'il ne rejoigne l'ASVEL et signe un nouveau bail de deux ans, puis il intègre le centre de formation d'Oyonnax en 2011.
En 2015, il signe son premier contrat professionnel avec l'US Oyonnax.
En 2017, il donne son accord pour rejoindre la saison prochaine le Lyon OU, où il s'engage pour deux ans jusqu'en juin 2020,,.
Le 15 juin 2018, il dispute son premier match avec les Barbarians français contre les Crusaders. Ces derniers s’imposent 42 à 26 face aux Barbarians. Il participe ensuite à une rencontre contre les Highlanders. Les néo-zélandais gagnent 26 à 10.
Le 10 novembre 2018, il est nommé capitaine des Barbarians français contre les Tonga,.
Il est ambassadeur pour Hungaria.
En juin 2023, il est annoncé qu'il rejoint l'USA Perpignan à partir de la saison 2023-2024.

## Style de jeu
C'est l'un des hommes de base du pack rhodanien. Infatigable défenseur, il est aussi difficile à plaquer. Patrick Sobela fait partie de ses hommes qui ne déçoivent jamais sur un terrain car il montre toujours une grande générosité dans ses efforts.

## Palmarès
- Vainqueur du Challenge européen en 2022 avec le Lyon OU
- Champion de France de Pro D2 en 2017 avec l'US Oyonnax